# Takuya Nakase
Takuya Nakase (Otsu, Shiga, Japón, 19 de noviembre de 1982) es un gimnasta artístico japonés, subcampeón olímpico en 2008 y subcampeón del mundo en 2007 en el concurso por equipos.

## Carrera deportiva
En el Mundial de Aarhus 2006 gana el bronce en el concurso por equipos, tras China y Rusia; sus compañeros fueron: Hisashi Mizutori, Takehito Mori, Eichi Sekiguchi, Hiroyuki Tomita y Naoya Tsukahara.
En el Mundial de Stuttgart 2007 gana la plata en el concurso por equipos; Japón queda tras China y por delante de Alemania. Sus cinco compañeros del equipo japonés fueron: Hisashi Mizutori, Hiroyuki Tomita, Makoto Okiguchi, Yosuke Hoshi y Shun Kuwahara.
En los JJ. OO. de Pekín 2008 vuelve a conseguir la plata por equipos, tras China y por delante de Estados Unidos, sus compañeros de equipo fueron: Hiroyuki Tomita, Takehiro Kashima, Koki Sakamoto, Makoto Okiguchi y Kōhei Uchimura.